# Quark xuống
Quark xuống là hạt cơ bản, nằm trong gia đình fermion, nhóm quark, thế hệ thứ nhất. Lý thuyết về quark dưới được đưa ra vào năm 1964 bởi Murray Gell-Mann và George Zweig, đến năm 1968 được thực nghiệm bởi máy gia tốc SLAC.

## Lịch sử

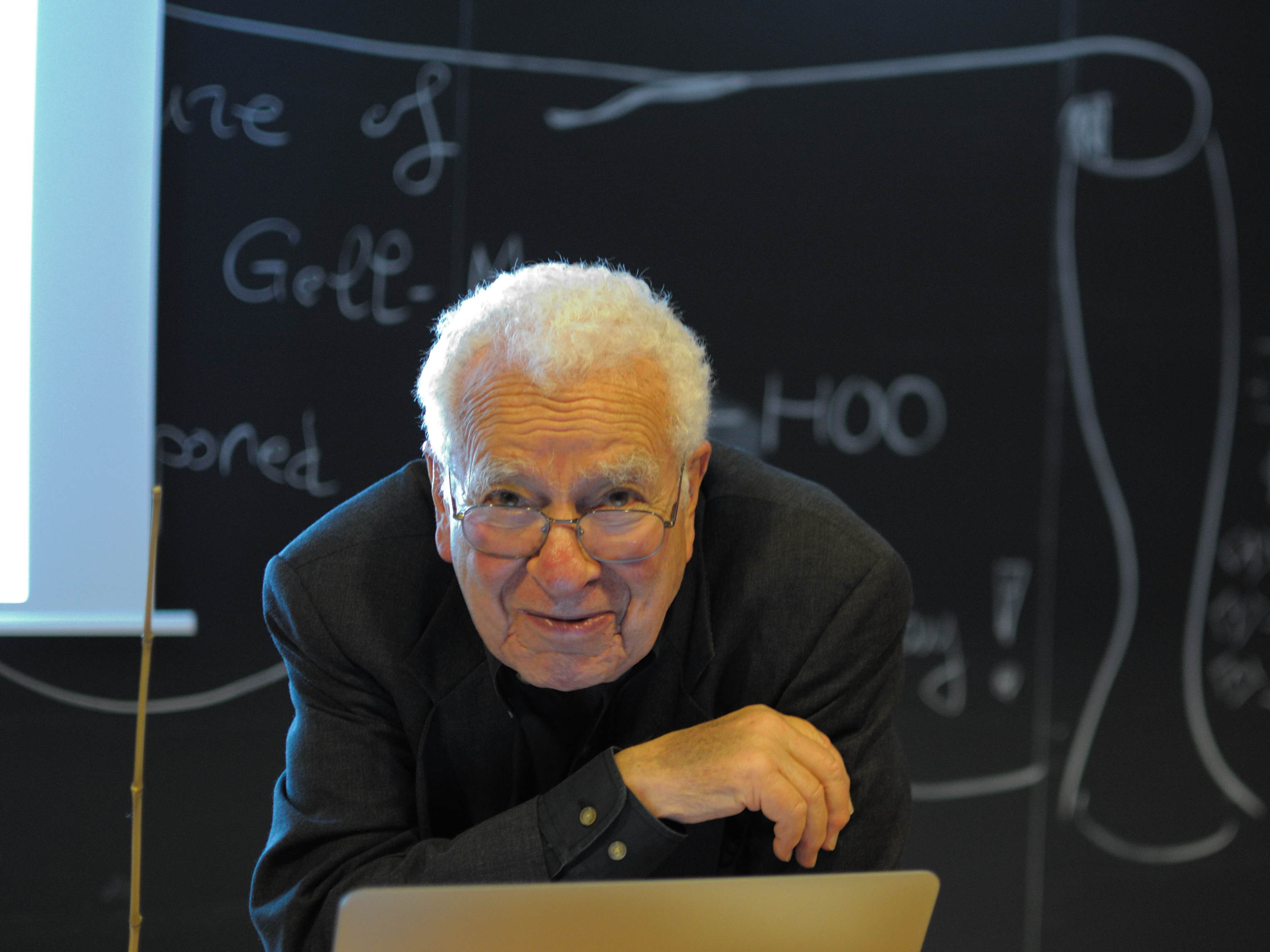
Murray Gell-Mann

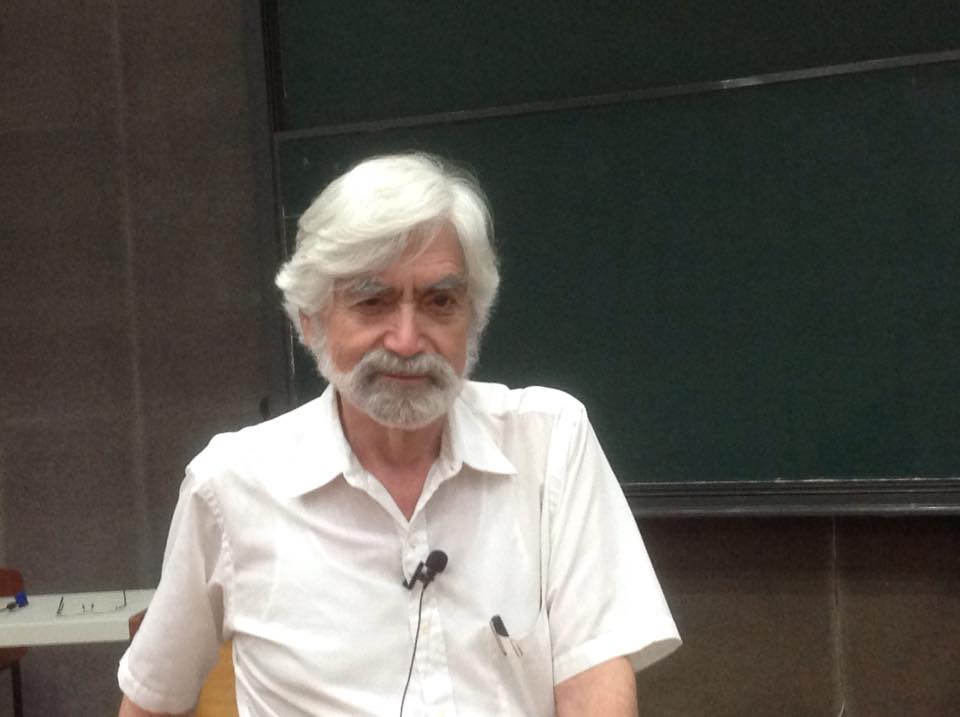
George Zweig

Vào thời kỳ đầu của vật lý hạt (nửa đầu thế kỷ 20), các hạt hadron như proton, neutron và pion được cho là các hạt cơ bản. Tuy nhiên, khi các hạt hadron mới được phát hiện, "vườn thú hạt'" đã phát triển từ một vài hạt vào đầu những năm 1930 và 1940 lên hàng chục hạt vào những năm 1950. Mối quan hệ giữa mỗi hạt trong số chúng là không rõ ràng cho đến năm 1961, khi Murray Gell-Mann và Yuval Ne'eman (nghiên cứu độc lập với nhau) đề xuất một sơ đồ phân loại hadron được gọi là Bát Chính Đạo, hoặc theo thuật ngữ kỹ thuật hơn, SU(3) đối xứng hương.
Sơ đồ phân loại này đã tổ chức các hadron thành các bội số isospin, nhưng cơ sở vật lý đằng sau nó vẫn chưa rõ ràng. Năm 1964, Gell-Mann và George Zweig (nghiên cứu độc lập với nhau) đề xuất mô hình quark, sau đó chỉ bao gồm các quark lên, xuống và lạ. Tuy nhiên, trong khi mô hình quark giải thích được Bát Chính Đạo, không có bằng chứng trực tiếp nào về sự tồn tại của hạt quark được tìm thấy cho đến năm 1968 tại Trung tâm Máy gia tốc tuyến tính Stanford.. Các thí nghiệm tán xạ không đàn hồi sâu chỉ ra rằng các proton có cấu trúc con, và các proton làm từ ba hạt cơ bản hơn đã giải thích dữ liệu (do đó xác nhận mô hình quark).
Lúc đầu, mọi người miễn cưỡng xác định ba vật thể là quark, thay vào đó thích mô tả mô hình Parton của Richard Feynman, nhưng theo thời gian lý thuyết quark đã được chấp nhận.